# Mentxu Ramilo Araujo
Mentxu Ramilo Araujo (Vitoria, Álava, 14 de julio de 1978- ) es una politóloga investigadora, formadora, divulgadora de los usos de Internet y activista feminista que trabaja en proyectos diversos como profesional in(ter)dependiente.

## Biografía
En el año 2000 se licenció en Ciencias Políticas y de la Administración por la Universidad del País Vasco (UPV/EHU). Realizó un máster de Gestión Pública en la Universidad Complutense de Madrid en el año 2001.Y en 2013, el máster en Igualdad de Oportunidades de Mujeres y Hombres en la Universidad del País Vasco. 
Es doctora en Ciencias Políticas y de la Administración por la UPV/EHU (2010), Excelente cum laude, con una investigación sobre las políticas públicas de promoción de la sociedad de la información y/o el conocimiento en Cataluña y el País Vasco.

### Trayectoria profesional
De 2010 a 2013 fue una de las formadoras del programa Barnetegis Tecnológicos de SPRI, sociedad del Gobierno Vasco, donde aprendió y puso en práctica usos de tecnologías para facilitar el acceso a la información, la comunicación digital y el trabajo en red.
Es profesional in(ter)dependiente desde 2013 y trabaja en diversos proyectos: alfabetización digital, trabajo colaborativo y dinamización de grupos y comunidades en el medio urbano y rural.
De 2015 a 2017 fue responsable de contenidos en la red social NovaGob, orientada a personas que trabajan en el sector público de Iberoamérica.
En el año 2018, gracias a una beca de investigación de Emakunde, coordinó un estudio sobre la participación política de las mujeres en los concejos alaveses.
En 2018 se realizó una investigación financiada por el Instituto Vasco de la Mujer, sobre participación política de las mujeres en los Concejos de Álava.

### Trayectoria activista
Desde 2004 escribe reflexiones sobre diversos temas en su blog Enredando.De 2004 a 2006 fue vocal, responsable del área de sociedad, en la asociación de Internautas internet&euskadi. En esa época, gracias a Josu Aramberri, descubrió las páginas wikis, e impulsó varios proyectos que utilizaron wikis, como TallerWeb1.0 para mejorar la presencia en Internet de páginas web institucionales vascas.
De 2013 a 2015 fue una de las doce mujeres dinamizadoras del blog colaborativo feminista Doce Miradas.
Es socia de la asociación Wikimedia España desde 2015. Desde noviembre de ese mismo año, con el proyecto WikiEmakumeok, promueve encuentros (wikikedadas) en distintas localidades del País Vasco para aprender a editar Wikipedia y reducir la brecha de género en esta enciclopedia colaborativa.En 2016 fue impulsora de la editatona del Día de las Escritoras, organizada por la Biblioteca Nacional de España, FEDEPE, Clásicas y Modernas y Wikimedia España.   
En el año 2019 participó en los encuentros TEDx en Vitoria con su charla Lo que no se nombra no existe, reivindicando el uso inclusivo del lenguaje para provocar la reflexión necesaria para el logro de una comunicación igualitaria.
A lo largo de su trayectoria ha promovido el encuentro entre personas, instituciones, organizaciones, colectivos, con el objetivo crear espacios para generar y compartir conocimiento libre, y promover redes de relación y colaboración. Anima a la reflexión y a la acción para diseñar políticas públicas que sigan procesos de gobernanza y sean capaces de dar respuesta a las necesidades de las personas, mejorando la gobernabilidad.
Desde abril de 2021 y hasta 2024 ha sido vicepresidenta de la asociación Wikimedia España. Por primera vez, la asociación cuenta con una mujer en la presidencia y predominan las mujeres en la junta directiva. 

## Obra
Ha publicado diversos trabajos sobre administración y gobierno electrónico, participación ciudadana y Sociedad de la Información y el Conocimiento.
- Genealogía de las autodefensas (feministas) de mujeres en Vitoria-Gasteiz y Álava. Investigación Feminista del Ayuntamiento de Vitoria II. Competencia (2022) [21]
- Mapeo de la soledad en el medio rural de Álava. Red de Mujeres Rurales de Álava y Diputación Foral de Álava (2020).[22]
- Participación política de las mujeres en los ayuntamientos del Alavés. Una aproximación a su presencia, motivaciones y estrategias. Vitoria-Gasteiz: Emakunde (2018). [23]
- Ciudadanía y administraciones en línea. Madrid: INAP-Netbiblo (2013) con Jordi Graells i Costa.[24]
- Redes de políticas públicas para el impulso de la Sociedad de la Información y/o del Conocimiento en Cataluña y el País Vasco, Vitoria-Gasteiz: Instituto Vasco de Administración Pública (2010).[25]
- El desarrollo de la Sociedad de la Información en el País Vasco: Una aproximación preliminar a las iniciativas para su promoción en el ámbito local. Instituto Vasco de Administración Pública (2001).

## Premios y reconocimientos
- 2023 Premio + Futuro al proyecto Wikiemakumeok y #ConMiWiki por los contenidos referentes a la historia de Álava dentro de Wikimedia.[26]
- 2021. 40 años de autodefensa feminista en Vitoria-Gasteiz. Una aproximación a su genealogía y a sus protagonistas. Ganadora de la segunda edición del Concurso de Investigación Feminista, organizado por el Servicio de Igualdad del Ayuntamiento de Vitoria, en colaboración con el máster de Igualdad de Mujeres y Hombres de la UPV.[27]
- 2019 Premio Buber al proyecto Wikiemakumeok: la mejor web software del País Vasco.

- 2018 Premio Elkarlan al proyecto WikiEmakumeok, a la mejor web para difundir proyectos de software y otras tecnologías abiertas.

- 2017 Premio UR de Getxoblog al proyecto WikiEmakumeok, para reducir la brecha de género en Wikipedia. [28]

- 2015 Tejiendo redes de (re)conocimiento, Conferencia en la Graduación de la Facultad de Ciencias Sociales y de la Comunicación. UPV. En Leioa, 16 de junio.

- 2004 Premios a la Excelencia 2004. Highly Commended Award. por la publicación del Club Literario Esmeralda: 'El gobierno electrónico en la práctica: un análisis de la orientación de los sitios web a los ciudadanos en los municipios españoles', Revista Internacional de Gestión del Sector Público, volumen 16, núm. , 2003.

- 2002 Mención Honorífica “XVI Concurso de Ensayos y Monografías sobre Reforma del Estado y Modernización de la Administración Pública” por el CLAD, sobre Gobierno Electrónico.

- 2001 Mención especial VIII. Promoción del máster en Gestión Pública en el Centro de Gestión de la Universidad Complutense

- 1994 Finalista del premio INTERMÓN de Investigación Escolar II: ' La infancia en el mundo: sus derechos '.